# جیسون لوکومی
جیسون لوکومی (انگلیسی: Jeison Lucumí؛ زادهٔ ۸ آوریل ۱۹۹۵) بازیکن فوتبال اهل کلمبیا است که برای باشگاه فوتبال آمریکا ده کالی در پست وینگر راست بازی می‌کند.
وی همچنین در تیم ملی فوتبال زیر ۲۰ سال کلمبیا بازی کرده‌است.